# Melissa Drost
Pour les articles homonymes, voir Drost (homonymie).
 (janvier 2019).
Si vous disposez d'ouvrages ou d'articles de référence ou si vous connaissez des sites web de qualité traitant du thème abordé ici, merci de compléter l'article en donnant les références utiles à sa vérifiabilité et en les liant à la section « Notes et références ».
Melissa Drost, née le 3 mai 1985 à Schagen,, est une actrice néerlandaise.

## Filmographie

### Cinéma
- 2016 : Rokjesdag (nl) : Paulien
- 2018 : No. 8739 : Louise van der Laan

### Téléfilms
- 2013 : Malaika (nl) : Laura Smit
- 2015 : Danni Lowinski (nl) : Lotte Dijkzicht
- 2015 : Jeuk (nl) : Melissa
- 2015–2016 : Juf Roos (nl) : Miss Roos
- 2016 : Nieuwe Tijden (nl) : Sabine
- 2016 : Weemoedt (nl) : Marianka
- 2017-2019 : Goede tijden, slechte tijden : Sjors Langeveld

## Vie privée
Elle est en couple avec l'acteur Alkan Çöklü, de 9 ans son cadet.